# Aegialomys
Aegialomys is een geslacht van knaagdieren uit de Oryzomyini dat voorkomt in de bergen en laaglanden van westelijk Ecuador en Peru en op de Galápagoseilanden. Dit geslacht wordt meestal tot Oryzomys gerekend, maar fylogenetisch onderzoek heeft uitgewezen dat Aegialomys niet nauw verwant is aan de rest van Oryzomys, maar in plaats daarvan aan onder andere Nectomys en Sigmodontomys. De geslachtsnaam Aegialomys is een samenstelling van de Oudgriekse woorden αιγιαλός "zeekust" en μῦς "muis" en verwijst naar het feit dat soorten van dit geslacht vooral aan de kust voorkomen.

## Kenmerken
Deze soorten hebben een grijsachtige tot geelbruine rugvacht die scherp afgescheiden is van de witte of lichtgele buikvacht. De oren zijn vrij kort. Bij de bases van de tenen zitten kroontjes van haren. De staart, die even lang als of langer dan de kop-romplengte is, is aan de bovenkant wat donkerder dan aan de onderkant.

## Indeling
Er worden tegenwoordig vier soorten binnen Aegialomys erkend, A. xanthaeolus op het vasteland en A. galapagoensis op de Galápagos. Er is echter ook een onbeschreven soort die aan de Ecuadoreaanse kust voorkomt, de ondersoort A. galapagoensis bauri is mogelijk een aparte soort. Het werkelijke aantal soorten is daarom nog onduidelijk.
Er zijn vier soorten:
- Aegialomys baroni (Noordwest-Peru)
- Aegialomys galapagoensis (Galápagoseilanden)
- Aegialomys ica (Zuidwest-Peru)
- Aegialomys xanthaeolus (West-Ecuador)

Aegialomys · Amphinectomys · Casiomys · Cerradomys · Drymoreomys · Eremoryzomys · Euryoryzomys · Handleyomys · Holochilus · Hylaeamys · Lundomys · Megalomys · Megaoryzomys · Melanomys · Microakodontomys · Microryzomys · Mindomys · Neacomys · Nectomys · Nephelomys · Nesoryzomys · Noronhomys · Oecomys · Oligoryzomys · Oreoryzomys · Oryzomys · Pattonimus · Pennatomys † · Pseudoryzomys · Scolomys · Sigmodontomys · Sooretamys · Tanyuromys · Transandinomys · Zygodontomys